# Jurij Vladimirovič Dubinin
Jurij Vladimirovič Dubinin, rusky Юрий Владимирович Дубинин (7. října 1930 Nalčik – 20. prosince 2013 Moskva) byl sovětský a ruský diplomat, stálý zástupce Sovětského svazu při Organizaci spojených národů krátce v roce 1986.

## Život
Vystudoval Státní institut mezinárodních vztahů v Moskvě. V letech 1955 až 1956 byl zaměstnancem sovětského velvyslanectví ve Francii, poté do roku 1959 členem sekretatiátu UNESCO v Paříži. V letech 1959 až 1963 pracoval pro Ministerstvo zahraničních věcí SSSR, v letech 1963 až 1968 byl prvním tajemníkem a poradce sovětského velvyslanectví ve Francii. Následně do roku 1978 opět pracuje v administrativě Ministerstva zahraničních věcí SSSR, především jako vedoucí Prvního evropského oddělení.
V období let 1978 až 1986 působil jako sovětský velvyslanec ve Španělsku, poté krátce jako stálý zástupce SSSR při OSN, do roku 1990 jako velvyslanec ve Spojených státech amerických a následně do roku 1991 jako velvyslanec ve Francii. V letech 1991 a 1994 byl velvyslancem pro speciální úkoly Ministerstva zahraničních věcí Ruské federace, následně do roku 1996 náměstkem ministra zahraničí. V letech 1996 až 1999 zastával post ruského velvyslance na Ukrajině, poté odešel do výslužby.